# Lissoclinum perforatum
Lissoclinum perforatum is een zakpijpensoort uit de familie van de Didemnidae. De wetenschappelijke naam van de soort werd in 1872 voor het eerst geldig gepubliceerd door de Franse zoöloog Alfred Giard.

## Beschrijving
Deze zakpijp vormt compacte, witte kolonies op een harde ondergrond. De randen van de kolonie zijn glad afgerond en het oppervlak glad. De regelmatig verspreide inademingporiën zijn groter dan die van Didemnum-soorten en de uitademende poriën zijn regelmatig geplaatst en hebben een opstaande rand. De kolonies zijn meestal 2 mm dik en zelden meer dan 3 cm in doorsnee. 

## Verspreiding
Deze koloniale zakpijp is bekend van de zuid- en westkust van de Britse Eilanden. De verspreiding langs de Noorse kust is enigszins onzeker. Het is waarschijnlijk te vinden langs de hele westkust van Noorwegen, en minstens zo ver noordelijk als Trøndelag. Het is wijdverbreid in de Atlantische Oceaan, inclusief het zuidelijk halfrond. Deze zakpijp lijkt de voorkeur te geven aan hard substraat, meestal rotsen, op beschutte locaties.